# تروي نولان
تروي نولان (بالإنجليزية: Troy Nolan)‏ هو لاعب كرة قدم أمريكية أمريكي، ولد في 7 سبتمبر 1986 في لوس أنجلوس في الولايات المتحدة.

## وصلات خارجية
- تروي نولان على موقع مرجع كرة القدم المحترفة.كوم (الإنجليزية)